# Свастика (Онтаріо)

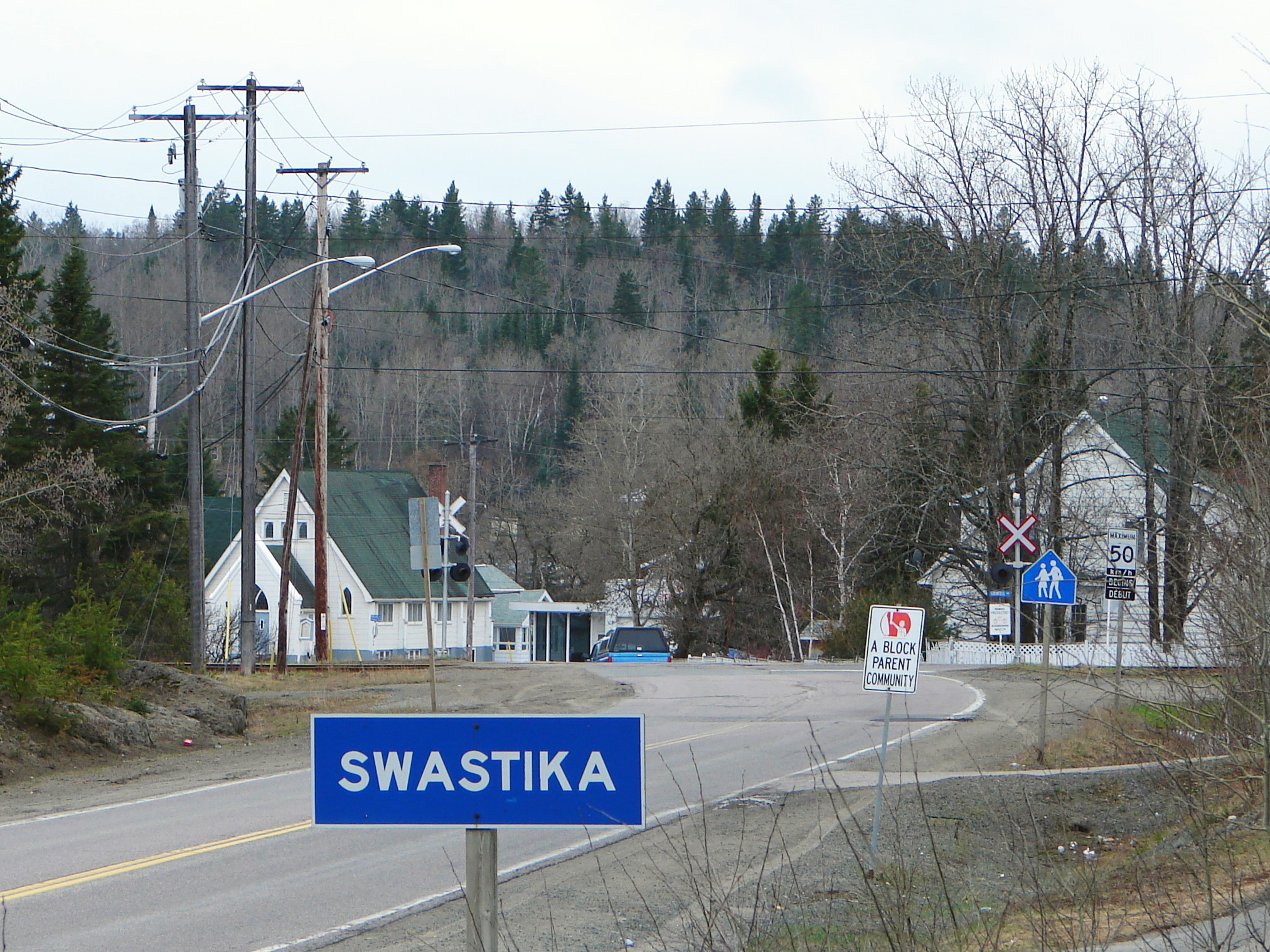
Знак на в'їзді до міста

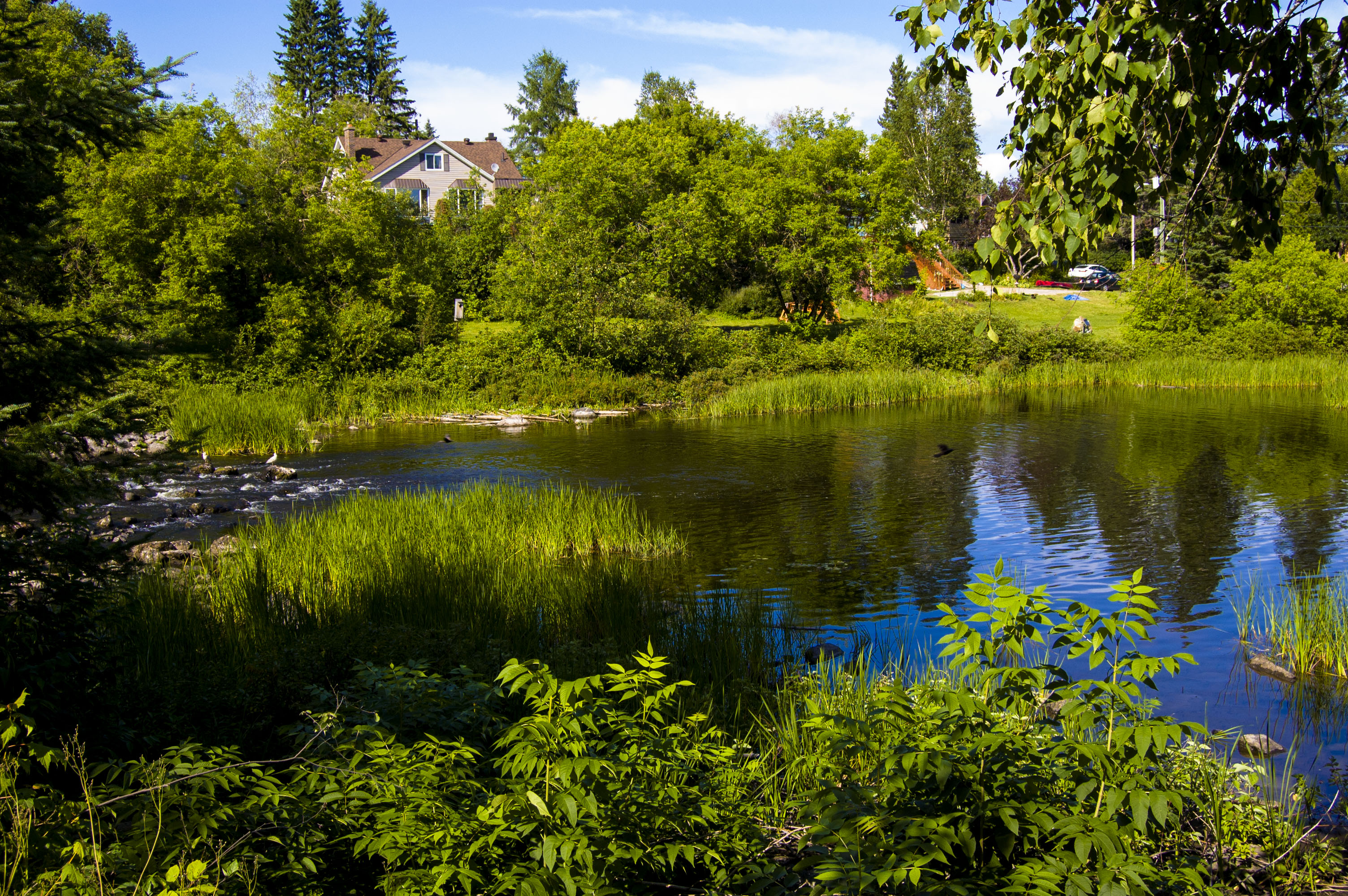
Парк Пожежників — Свастика, Онтаріо

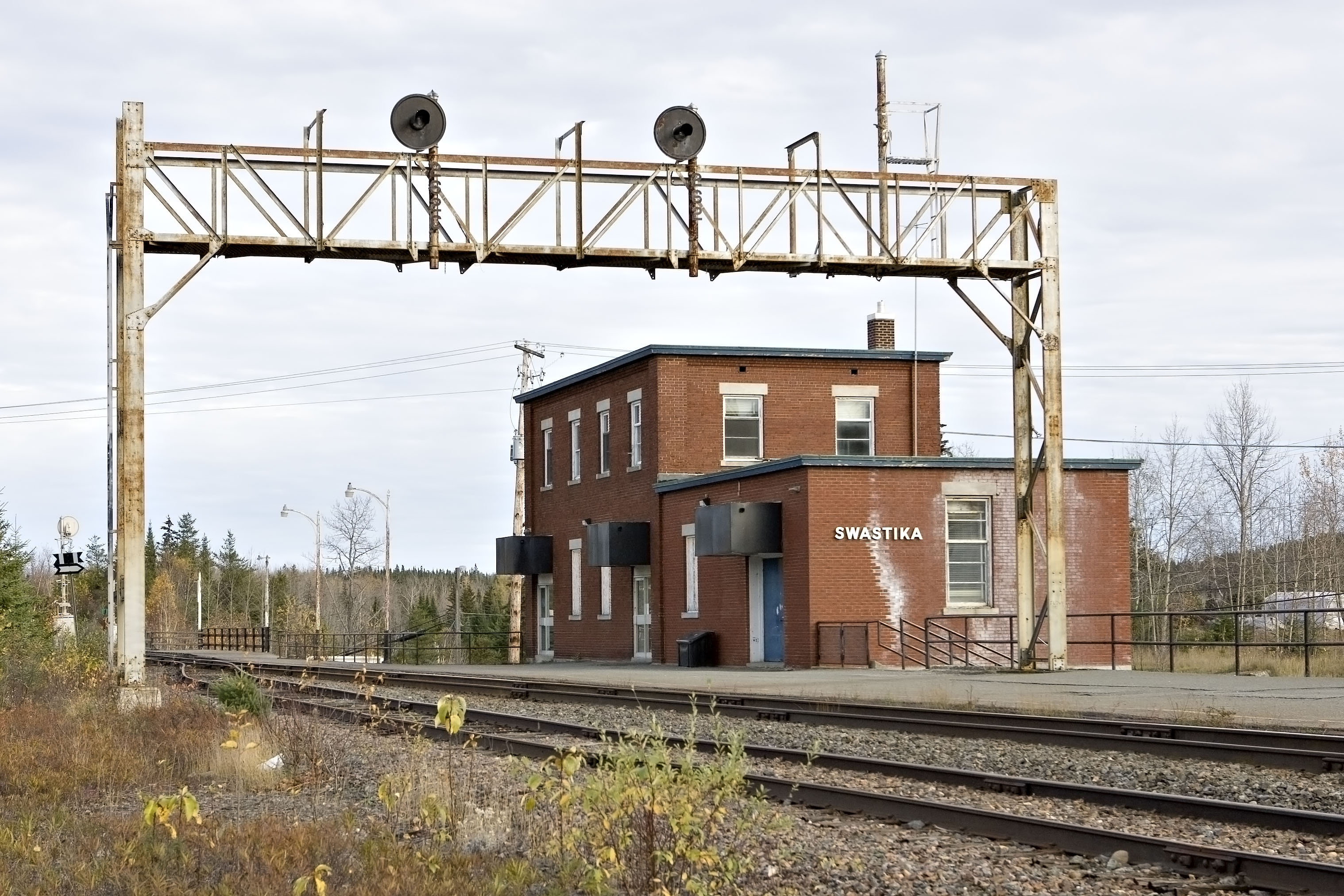
Залізнична станція Свастика, Онтаріо

Свастика (англ. Swastika, [ˈswɒstɪkə] or [swɒsˈtiːkə]) — невелике поселення, засноване поряд з шахтою на півночі провінції Онтаріо, Канада у 1908 році.
Зараз воно знаходиться в адміністративних межах муніципалітету Керкланд-Лейк, Kirkland Lake, Онтаріо. Досить часто згадується в листах місцевостей з незвичними назвами, unusual place names.
Свастика примикає до залізниці Ontario Northland Railway у місці, де гілка, яка веде у Руен-Норанда, Квебек, відходить від головної лінії ONR, яка йде з Норт-Бей, Онтаріо до Moosonee. До 2012 року пасажирський рух компанії Northlander між Торонто та Cochrane проходив через станцію Swastika railway station; проте зараз існує пасажирський автобусний рух по шосе Highway 66 у центр міста Kirkland Lake.

## Історія
Поселення було названо на честь золотої шахти Свастика, заснованої восени 1907 року та отримало статус муніципалітету 6 січня 1908 року. Джеймс і Вільям Дасті заявили претензії на ділянки уздовж озера Отто для своєї компанії Tavistock Mining Partnership. Назву було обрано на честь свастики, яка на той час вважалася за символ вдачі. Поряд з містечком було споруджено два залізничних мости, які вели на північ.
Уперше назва Свастика згадується у Звіті за 1907 р. у зв'язку з розміщенням водного бака для потреб залізничного транспорту.
У місцевість почали прибувати шукачі золота та щахтери, особливо після заснування Золотої щахти Свастика (Swastika Gold Mine). У 1909 році почала давати золото шахта Lucky Cross Mine, до якої долучалися залізничні колії Temiskaming and Northern Ontario Railway. Спочатку поблизу колій місцевий житель Моррісон заснував ферму у 1907 р., з якої згодом виникла і громада.
Вже у 1911 р. у містечку процвітали готель та приватні підприємства, на території на схід від поселення було розташовано багато добувальчих ділянок, а у 1912 році Гарі Оукс відкрив у Керкланд-Лейк велике підприємство по видобутку золота. Свастика була важливою транспортною ланкою між залізницею та комунікаційним центром.
У 2008 році громада відсвяткувала століття заснування.